# Dominique Costermans
Œuvres principales
Dominique Costermans est une écrivaine belge de langue française née le 9 septembre 1962 à Bruxelles. Romancière et nouvelliste maintes fois primée, elle est aussi l’autrice de publications didactiques et de plusieurs ouvrages sur l’environnement destinés aux enfants et aux enseignants.

### Littérature
- Des provisions de bonheur, Nouvelles, Luce Wilquin, 2003
- Je ne sais pas dire non, Nouvelles, Luce wilquin, 2004
- C’est moderne.com, Nouvelles, Luce Wilquin, 2005
- Y a pas photo, Nouvelles, Luce Wilquin, 2006
- Nous dormirons ensemble, Nouvelles, Luce Wilquin, 2008
- Petites coupures, Nouvelles, Quadrature, 2014
- Outre-Mère, Roman, Luce Wilquin, 2017
- En love mineur, Nouvelles, Quadrature, 2017
- Le Bureau des secrets professionnels, histoires vécues au travail, tome 1, avec Régine Vandamme, Ed. la Renaissance du Livre, 2020
- Le Bureau des secrets professionnels, histoires vécues au travail, tome 2, avec Régine Vandamme, Ed. la Renaissance du Livre, 2021
- Les Petits Plats dans les grands, Nouvelles, Ed. Weyrich, 2021

### Essais
- L'aménagement du territoire expliqué aux enfants, Ed. Luc Pire, 2003
- L'environnement expliqué aux enfants, Ed. Luc Pire, 2004
- Le développement durable expliqué aux enfants, Ed. Luc Pire, 2005
- Par ma fenêtre - Louvain-la-Neuve, avec Julie Denef, Eranthis, 2007
- Sur les pas de Tempo di Roma d'Alexis Curvers, guide-promenade littéraire, avec Christian Libens, Ed. Eranthis, 2007
- Comment je m'appelle, Essai, Academia, 2016
- L'hôpital expliqué aux enfants, Now Future, 2017
- Louvain-là-haut, avec Philippe Piette, Global View, 2020
- L’Impensé de l’IVG. Douze femmes. Douze expériences singulières. Douze récits sans jugement., Courteslignes, 2022

### Nouvelles éparses
- Extérieur nuit, « Écrits-vains.com », 2001
- Des provisions de bonheur, « Écrits-vains.com », 2001
- Les Deux-Magots, « Des nouvelles de l’Atelier », collectif, dir. Michel Lambert, Ed. CCBW, 2002
- Tempêtes, « Un voyage en français », collectif, Revue de la Francité, 2002,
- Citrons amers, « Moi, je préférais la suivante », collectif, Ed. Luce Wilquin, 2002, La Fureur de Lire (CFWB) 2003
- La Gare Centrale, Compartiments auteurs, SNCB-Foire du Livre, 2003
- On traversait des cathédrales mortes, Les Amis de l’Ardenne, 2003
- Une petite trempe, Marginales, dir. J. De Decker, Ed. Luce Wilquin, 2003
- Ben dün ne yaptim, trad. Hadi Uluengin, Hürryet, 2003
- Jalouse !, Marginales, dir. J. De Decker, Ed. Luce Wilquin, 2004
- Tu pars quand, toi ?, Marginales, dir. J. De Decker, Ed. Luce Wilquin, 2004
- Taksim, la nuit, Marginales, dir. J. De Decker, Ed. Luce Wilquin, 2004
- Il pleut et un autobus nous sépare, premier prix du concours de la déclaration d'amour, 2004
- Ça doit crever les yeux qu’on s’aime, « Cercles », collectif, Ed. Quadrature, 2005
- Vacances romaines, Marginales, dir. J. De Decker, Ed. Luce Wilquin, 2005
- Glove story, Les Amis de l’Ardenne, 2006;
- Ça ne vaut pas la peine d'en faire toute une histoire, « Passion(s) », collectif, Prix Annie-Ernaux 2006, Ed. Calam, 2007
- Se sentir européen, c'est..., Marginales, dir J. De Decker, 2007
- Marcello è morto, Déambulations romaines, 28 écrivains à l'Academia belgica, collectif, Ed. Devillez, 2012
- Incipit, Amour, amour, collectif, Ed. Weyrich, 2014.
- La valeur des choses, Ulenspiegel n° 2, dir. Richard Miller, 2020

### Prix littéraires
- Tempêtes, Premier prix du concours de nouvelles de la Francité (« Un voyage en Français »), 2001
- Les yeux verts, Prix de la nouvelle historique, Tournai la page, 2001
- Citrons amers, Premier prix du concours de nouvelles des librairies Libris, 2002
- Le déménagement, Prix du Mont-Parnasse, Louvain-la-Neuve, 2003
- Il pleut et un autobus nous sépare, Premier prix du concours de la déclaration d'amour, 2004
- Ça ne vaut pas la peine d'en faire toute une histoire, Premier Prix Annie-Ernaux 2006 (catégorie francophone)[1]
- Outre-Mère, finaliste du prix Marcel-Thiry 2018

## Expositions
- Les dormeurs ferroviaires, douze clichés couleurs. Centre culturel de Genappe, 2006; Louvain-la-Neuve, 2006; Arcode (atelier d'architecture), Bruxelles, 2007-2009; Bibliothèque Chiroux, 2009.
- Entre Terre et Béton, six clichés N/B, en collaboration avec l'atelier d'écriture photographique de l'UDA (Jean-Luc Tillière). Louvain-la-Neuve, 2006.
- Sur les traces de Tempo di Roma, quarante clichés N/B. Foire Internationale du Livre, Bruxelles, 2007; Maison des Arts, Schaerbeek, 2007; Metropolis, Charleville-Mezieres, 2007; Bibliothèque des Riches-Claires, Bruxelles, 2007; Espace 27 septembre, Bruxelles, 2007; Bibliothèque Chiroux, Liège, 2008.
- Trois espaces publics,trente clichés couleurs, mission photographique à l'Esplanade Saint-Léonard (Liège), au Spoor Noord (Anvers) et à Tour & Taxi (Bruxelles). Faculté d'architecture, Louvain-la-Neuve, 2011; Saint-Luc, Bruxelles, 2012.
- Aude à la poésie. Castelnaudary, 2012.
- Le temps suspendu, deux clichés N/B, en collaboration avec l'atelier d'écriture photographique de l'UDA (Jean-Luc Tillière). Louvain-la-Neuve, 2012.